# Jacques Lamblin

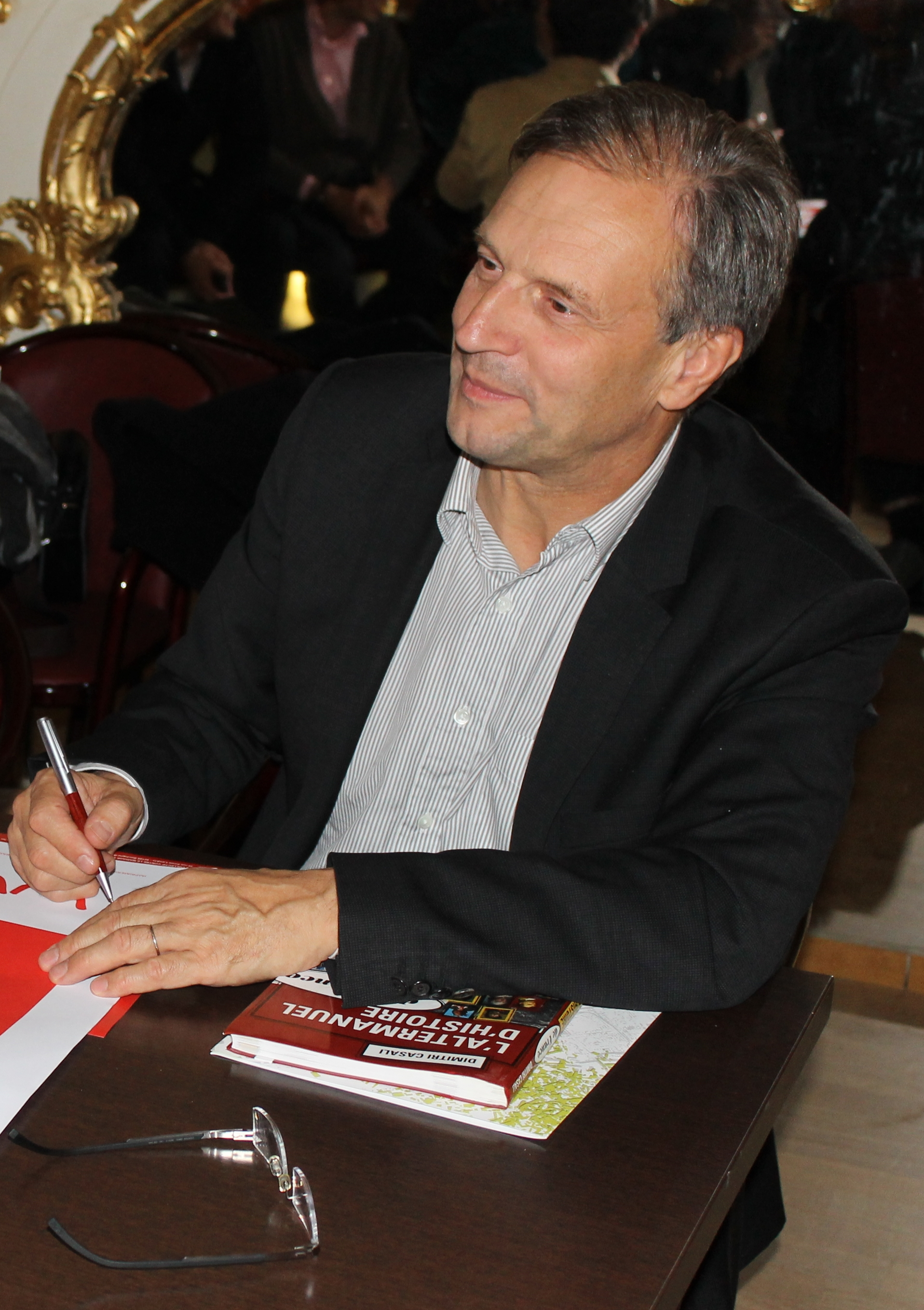
Lamblin 2012

Jacques Lamblin (* 29. August 1952 in Nancy) ist ein französischer Veterinär und Politiker. 
Der Sohn einer Familie von Landwirten aus dem Saintois studierte in Paris Tiermedizin und arbeitete ab 1977 in Lothringen als Tierarzt. 
Seine politische Karriere begann 1983 mit dem Einzug in den Gemeinderat von Lunéville. Dem folgte 2001 der Einzug in den Generalrat des Départements Meurthe-et-Moselle. Bei den Parlamentswahlen 2007 trat er im vierten Wahlkreis des Départements an und zog für die UMP in die Nationalversammlung ein. 2012 gelang ihm die Wiederwahl als Abgeordneter.
Darüber hinaus wurde er 2008 zum Bürgermeister von Lunéville gewählt. 